# Ruggero Rosi
Ruggero Rosi (Corciano, 12 maggio 1945) è un attore italiano specializzato in parti da caratterista.

## Biografia
Esordisce ufficialmente nel cinema nel 1968 nel film Corri uomo corri accanto a Tomas Milian, e una parte di maggior rilievo nel film Faustina, di Luigi Magni,  e in Trastevere di Fausto Tozzi.
Dopo aver ottenuto piccole parti in diversi film western, appare in 2 film cult: Squadra antiscippo e Febbre da cavallo, entrambi del 1976.
È anche fra i protagonisti di Bestialità, controverso film erotico, dove è il ragazzo di Jeanine.  
Dopo aver partecipato al film È arrivato mio fratello del 1985, scompare momentaneamente dalle scene, per poi ricomparire in piccoli ruoli in alcune serie televisive.
Non va confuso con l'omonimo regista degli anni 1970-1980.

## Filmografia

### Cinema
- Corri uomo corri, regia di Sergio Sollima (1968)
- Faustina, regia di Luigi Magni (1968)
- Una su 13, regia di Luciano Lucignani e Nicolas Gessner (1969)
- Il debito coniugale, regia di Francesco Prosperi (1970)
- Trastevere, regia di Fausto Tozzi (1971)
- Fuori uno... sotto un altro, arriva il Passatore, regia di Giuliano Carnimeo (1973)
- Bella, ricca, lieve difetto fisico, cerca anima gemella, regia di Nando Cicero (1973)
- Lo chiamavano Tresette... giocava sempre col morto, regia di Giuliano Carnimeo (1973)
- Simone e Matteo - Un gioco da ragazzi, regia di Giuliano Carnimeo (1974)
- La polizia accusa: il Servizio Segreto uccide, regia di Sergio Martino (1975)
- Squadra antiscippo, regia di Bruno Corbucci (1976)
- Febbre da cavallo, regia di Steno (1976)
- Bestialità, regia di Peter Skerl (1976)
- California, regia di Michele Lupo (1977)
- Come perdere una moglie... e trovare un'amante, regia di Sergio Martino (1978)
- Sono fotogenico, regia di Dino Risi (1980)
- Nessuno è perfetto, regia di Pasquale Festa Campanile (1981)
- Bingo Bongo, regia di Pasquale Festa Campanile (1982)
- Mani di fata, regia di Steno (1983)
- Questo e quello, regia di Sergio Corbucci (1983)
- Domani mi sposo, regia di Francesco Massaro (1984)
- È arrivato mio fratello, regia di Castellano e Pipolo (1985)

### Televisione
- Stasera Fernandel, regia di Camillo Mastrocinque (1969)
- Qui squadra mobile, regia di Anton Giulio Majano (1974)
- La piovra, regia di Damiano Damiani (1984)
- Quando arriva il giudice, regia di Giulio Questi (1986)
- Senator, regia di Gianfrancesco Lazotti (1990)
- La storia spezzata, regia di Massimo Venturi (1992)
- Chiara e gli altri, regia di Gianfrancesco Lazotti (1991)
- Un commissario a Roma, regia di Luca Manfredi (1993)

## Doppiatori italiani
- Sandro Sardone in Squadra antiscippo, Come perdere una moglie e trovare un'amante
- Roberto Chevalier in Simone e Matteo - Un gioco da ragazzi